# Квантова хімія
Ква́нтова хі́мія — міждисциплінарна галузь науки, яка використовує засади квантової механіки для чисельних розрахунків структур та властивостей хімічних молекул.

## Історія
Квантова хімія бере свій початок від створення теорії молекули водню Гайтлером і Лондоном у 1928 році. З розробкою квантовомеханічних методів, таких як метод Гартрі — Фока, метод псевдопотенціалу, метод локальної електронної густини, квантова хімія стала особливо швидко розвиватися в 50—60-ті роки 20 століття, коли з'явилися потужні обчислювальні машини. Цей розвиток триває й донині, причому з ростом потужності обчислювальної техніки, область застосування квантової хімії невпинно розширюється.

## Застосування
Методи квантової хімії дозволяють доволі точно (до 1 пм) розрахувати взаємне розташування атомів у молекулі, визначити кути між хімічними зв'язками, розрахувати енергії основних станів молекул і теплоту хімічних реакцій, а також визначити шляхи, якими ці реакції здійснюються. Розвинуті в останні роки методи квантової молекулярної динаміки дозволяють промоделювати й відтворити у вигляді відеороликів те, як відбувається перебудова молекули при хімічних реакціях.

## Інтернет-ресурси
- The Sherrill Group – Notes
- ChemViz Curriculum Support Resources
- Early ideas in the history of quantum chemistry